# Liste der Seen in der polnischen Tatra
Seen in der polnischen Tatra  nach Bergtal:

## Dolina Białki
- Wołoszyński Stawek

### Dolina Rybiego Potoku
- Czarny Staw pod Rysami
- Morskie Oko
- Małe Morskie Oko
- Żabie Oko
- Małe Żabie Oko

### Dolina za Mnichem
- Staw Staszica
- Stawek na Kopkach
- Wyżnie Mnichowe Stawki
- Zadni Mnichowy Stawek

### Dolina Pięciu Stawów Polskich
- Czarny Staw Polski
- Mały Staw Polski
- Przedni Staw Polski
- Szpiglasowe Stawki
- Wielki Staw Polski
- Wole Oko
- Zadni Staw Polski

### Dolina Waksmundzka
- Waksmundzkie Oka
- Waksmundzkie Stawki

## Dolina Suchej Wody Gąsienicowej
- Toporowy Staw Niżni
- Toporowy Staw Wyżni

### Dolina Pańszczyca
- Czerwony Staw Pańszczycki

### Dolina Gąsienicowa
- Czarny Staw Gąsienicowy
- Czerwone Stawki Gąsienicowe
- Długi Staw Gąsienicowy
- Dwoisty Staw Gąsienicowy
- Dwoiśniaczek
- Dwoiśniak
- Jedyniak
- Kotlinowy Stawek
- Kurtkowiec
- Litworowy Staw Gąsienicowy
- Mokra Jama
- Samotniak
- Troiśniak
- Zadni Staw Gąsienicowy
- Zielony Staw Gąsienicowy
- Zmarzły Staw Gąsienicowy

## Dolina Bystrej

### Dolina Kasprowa
- Kasprowy Stawek

## Dolina Kościeliska
- Siwe Stawki
- Kosowinowe Oczko
- Smreczyński Staw

## Dolina Chochołowska

### Dolina Starorobociańska
- Dudowe Stawki